# Österreichischer Bauherrenpreis 2003
Mit dem Österreichischen Bauherrenpreis der Zentralvereinigung der Architekten Österreichs wurden im Jahr 2003 die folgenden Projekte ausgezeichnet:
| Realisierung                                                    | Bauherr | Planer                                         |
| --------------------------------------------------------------- | --- | ---------------------------------------------- |
| Inatura Erlebnis Naturschau in Dornbirn                         | F. M. Hämmerle Holding AG, Stadt Dornbirn                                                                                  | Dietrich Untertrifaller und Kaufmann Lenz      |
| Helmut-List-Halle in Graz                                       | Helmut List | Markus Pernthaler                              |
| Stadthalle Graz                                                 | Magistrat Graz, Hochbauamt, Abteilungsleitung SR Reinhard Rungaldier, Projektleitung Rainer Plösch mit Christian Klimascek | Klaus Kada                                     |
| Bezirkshauptmannschaft in Murau                                 | Land Steiermark, LIG Landesimmobilienges.mbH                                                                               | Wolfgang Tschapeller / Friedrich W. Schöffauer |
| Wohnhaus mit Arztpraxis Aufstockung in Baumgartenberg           | MR Jörg Königseder | Helmut Richter                                 |
| Lentos Kunstmuseum Linz                                         | Neue Galerie – Errichtungs GmbH                                                                                            | Weber Hofer Partner                            |
| Gartensiedlung Neues Leben in Wien                              | Neues Leben Gemeinnützige Bau-, Wohn- und Siedlungsgenossenschaft                                                          | Geiswinkler & Geiswinkler                      |
| Bundesschulzentrum BRG/BORG Kirchdorf in Kirchdorf an der Krems | BIG Bundesimmobiliengesellschaft m.b.H., Herbert Logar / GF Bereich Technik, Barbara Nehring                               | Riepl Riepl                                    |